# Anton Sorenson
Anton Sorenson (* 25. Januar 2003 in Port-au-Prince) ist ein haitianisch-US-amerikanischer Fußballspieler.

## Karriere
Im Sommer 2019 wechselte er in die Academy von Philadelphia Union und wurde von hier im Sommer des nächsten Jahres zu Philadelphia Union II, dem Farm-Teams des Franchise in die USLC verliehen. Ab der Saison 2022 stand er auch im Kader der ersten Mannschaft, hatte aber noch keinen Einsatz in der MLS. Zur Saison 2024 wechselte Sorenson zu Charlotte Independence in die USL League One.